# Блажко (кратер)

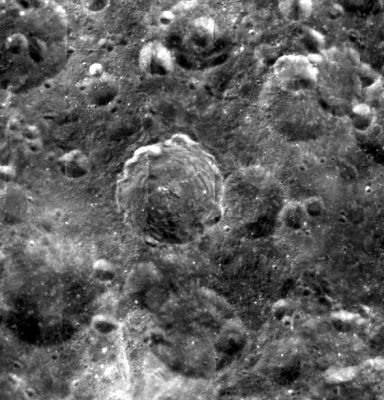
Мозаїка зі знімків Клементина з Блажко в центрі

Блажко — місячний ударний кратер, розташований у північній півкулі на зворотному боці Місяця. Він лежить на північний захід від кратера Джоуль і на південь від кратера Гадомський. Свіжий яскравий кратер Варго знаходиться на півдні.
Вал цього кратера, як правило, круглий, але з деякими нерівностями. На валу зі сходу-південного сходу є невелика опуклість назовні, а на протилежній стороні — опуклість всередину. Також є невелика опуклість назовні вздовж північного краю. Супутній кратер Блажко F приєднаний до зовнішньої сторони східного краю. Внутрішня стіна вздовж північно-східної грані смугаста терасами. Дно відносно рівне.

## Супутні кратери
За домовленістю ці об'єкти позначаються на місячних картах шляхом розміщення літери на тій стороні середини кратера, яка є найближчою до Блажко.
| Блажко | Широта     | Довгота     | Діаметр |
| ------ | ---------- | ----------- | ------- |
| D      | 33,0° пн.ш | 145,2° зх.д | 34 км   |
| F      | 31,4° пн.ш | 146,7° зх.д | 34 км   |
| L      | 29,3° пн.ш | 147,6° зх.д | 44 км   |
| R      | 30,0° пн.ш | 149,8° зх.д | 53 км   |